# 冷水江市
冷水江市（れいすいこう-し）は中華人民共和国湖南省婁底市に位置する県級市。
アンチモンの都として知られる。アンチモンの世界生産の60％を占め、アンチモン、石炭、鉄、鉛、亜鉛、マグネシウム、タングステン、シリカなど40以上の鉱物が埋蔵されている。

## 地理
全市、丘陵地であり、年平均気温は16℃で、年間降水量1418ミリメートル。

## 行政区画
- 街道：冷水江街道、錫砿山街道、沙塘湾街道、布渓街道
- 鎮：禾青鎮、渣渡鎮、鐸山鎮、三尖鎮、金竹山鎮
- 郷：中連郷

## 鉱物資源
中国で有数の鉱物資源地で鉱物の品種が豊富である。中でも、アンチモン（昔の錫と呼ばれる）鉱石が埋蔵量が多く「アンチモンの都」の異称がある。
石炭6億トン以上の埋蔵量を活かし、60万キロワット出力の金竹山発電所の設備容量の建設は、湖南省の中で最も重要な火力発電所の一つであり、拡張する計画(2×600MWユニット)がある。
4000億立方メートルの天然ガス、550万トンの石炭埋蔵量があり、“アンチモンの都”、“江南煤海”、“有色金属の郷”などの異称がある。また、鉄鉱石、亜鉛、石灰岩や他の鉱物資源も豊富。鉄鋼、肥料、ソーダなどの工業が盛ん。
流域面積326.5平方キロメートルの豊富な電力資源があり年間発電能力は56億キロワット。

## 観光地
- 波月洞
- 仙憩洞
- 大嵊山